# François Dumont
François Dumont (Lunéville, 7 gennaio 1751 – Parigi, 27 agosto 1831) è stato un pittore e miniaturista francese.

## Biografia
Nativo della Lorena, rimane orfano all'età di diciassette anni e, come i suoi compatrioti Isabey e Augustin, si reca a Parigi per trovare risorse urgenti. Fin dal suo arrivo, Dumont si trovò a svolgere lavori saltuari come ritrattista e, grazie al sostegno della compatriota Anne Vallayer-Coster, allora accademica, uscì rapidamente dall'indigenza.
Nel 1784 si recò a Roma e perfezionò la sua arte a tal punto da diventare il miniaturista ufficiale della Corte e l'artista più rinomato del “piccolo genere del ritratto mignard”.
Nel 1788 entrò all'Académie Royale e l'anno successivo sposò Nicole, figlia del celebre ritrattista Antoine Vestier, nonché sorella del'architetto Nicolas Vestier. Il re gli regala l'appartamento di Cochin al Louvre.
Dumont ebbe un ruolo di primo piano nei salotti di pittura dal 1789 al 1824, anche se Isabey e Augustin lo misero un po' in ombra dopo la Rivoluzione.
Le opere di Dumont sono caratterizzate da una libertà e da un'audacia modernissime; egli procede con ampiezza di tratto, anche se è stato criticato per una certa pesantezza. È rappresentato al Louvre grazie alla generosità degli eredi del figlio Bias.

## Opere

### Dipinti
- Ritratto di Marie-Alexandre Guénin, 1791

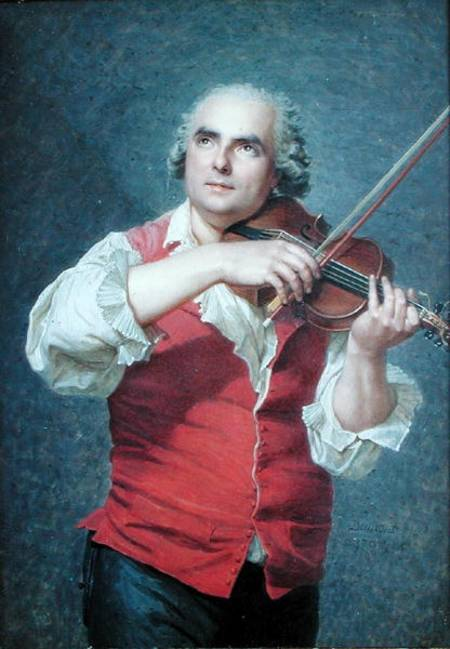
Marie Alexandre Guénin

- Il cantante Richer, Versailles, Museo di storia della Francia
- Il violinista Trévilliers, Versailles, Museo di storia della Francia

### Miniature
Custodite a Parigi, dipartimento d'arti grafiche del Museo del Louvre:
- Aristide e Bias Dumont, segretario perpetuo dell'Accademia di Belle Arti
- Aristide e Bias Dumont
- Bias Dumont
- Donna a metà corpo, vista di fronte, avvolta in un foulard viola
- Donna seduta su una chaise longue
- Fanciulla appoggiata a un altare d'amore.
- Fanciulla seduta su un divano
- Fanciulla con sciarpa gialla
- Fanciulla con fiori in mano
- L'altare dell'amicizia
- L'offerta all'amore
- Madame la principessa di Lamballe
- Maria Antonietta
- Monsieur Vestier
- Ritratto di Anne Morichelli, ballerina
- Ritratto di Arnault, visto quasi a figura intera, in piedi.
- Ritratto di Antoine Bias Dumont e Aristide Dumont
- Ritratto di Camille Desmoulins, in forma di busto.
- Ritratto di Luigi Cherubini
- Ritratto di Dumont, della moglie nata Vestier, del figlio maggiore Aristide e della figlia.
- Ritratto di donna in forma di busto.
- Ritratto di donna in piedi con abito blu.
- Ritratto di donna, busto, vestito marrone scollato.
- Ritratto di donna
- Ritratto di fanciulla seduta in poltrona.
- Ritratto della regina Maria Antonietta.
- Ritratto della regina Maria Antonietta, di sua figlia e del suo secondo figlio.
- Ritratto dell'artista
- Ritratto del busto di Luigi XVI, re di Francia.
- Ritratto della madre e della sorella di Madame de Musset.
- Ritratto di Madame de Saint-Just, nata Godard d'Aucourt
- Ritratto di Madame Vestier madre
- Ritratto di Madame Vestier
- Ritratto di Mademoiselle van Robays
- Ritratto di Mandini, in piedi accanto a una balaustra
- Ritratto di Marie-Alexandre Guénin, primo violino del re.
- Ritratto delle signorine Flamand
- Ritratto di uomo con parrucca corta incipriata e basette
- Ritratto di un uomo che sorride
- Ritratto di un uomo
- Ritratto del conte François-Antoine de Boissy d'Anglas
- Ritratto del conte Laumond
- Ritratto dell'incisore Nicolas Ponce, in forma di busto.
- Ritratto di un amministratore, in piedi davanti a un tavolo.
- Ritratto di un giovane signore
- Ritratto di un navigatore seduto
- Ritratto di un ufficiale in uniforme blu con colletto rosso.

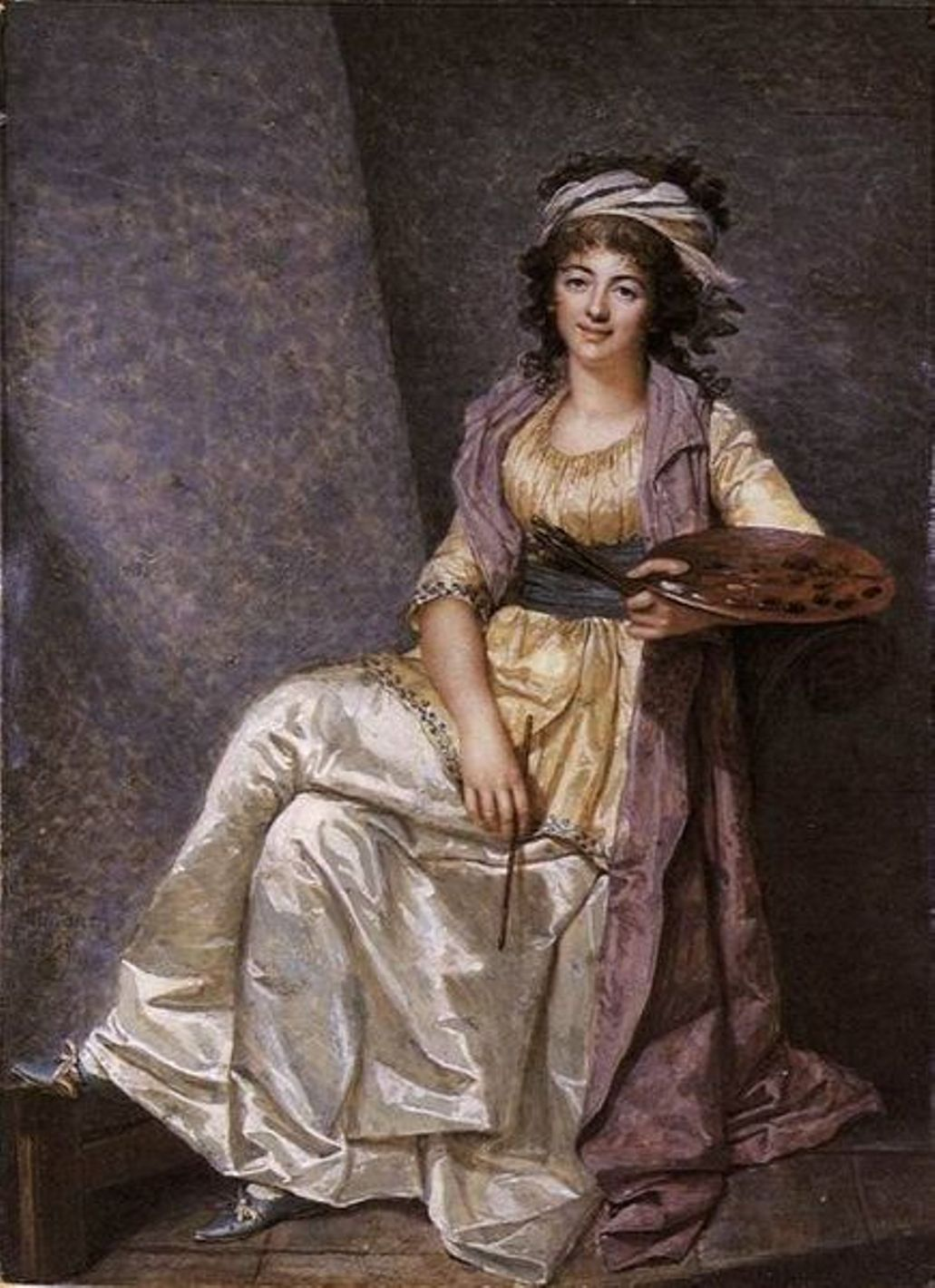
Marguerite Gérard, miniatura su avorio, 1793
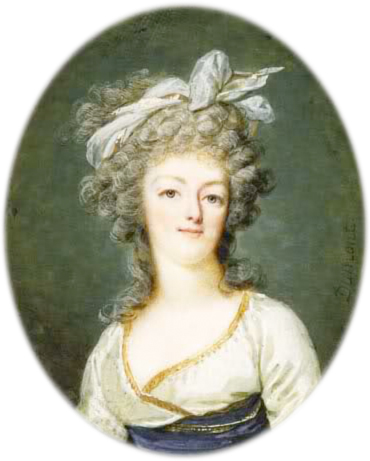
Ritratto in miniatura di Maria Antonietta, 1790
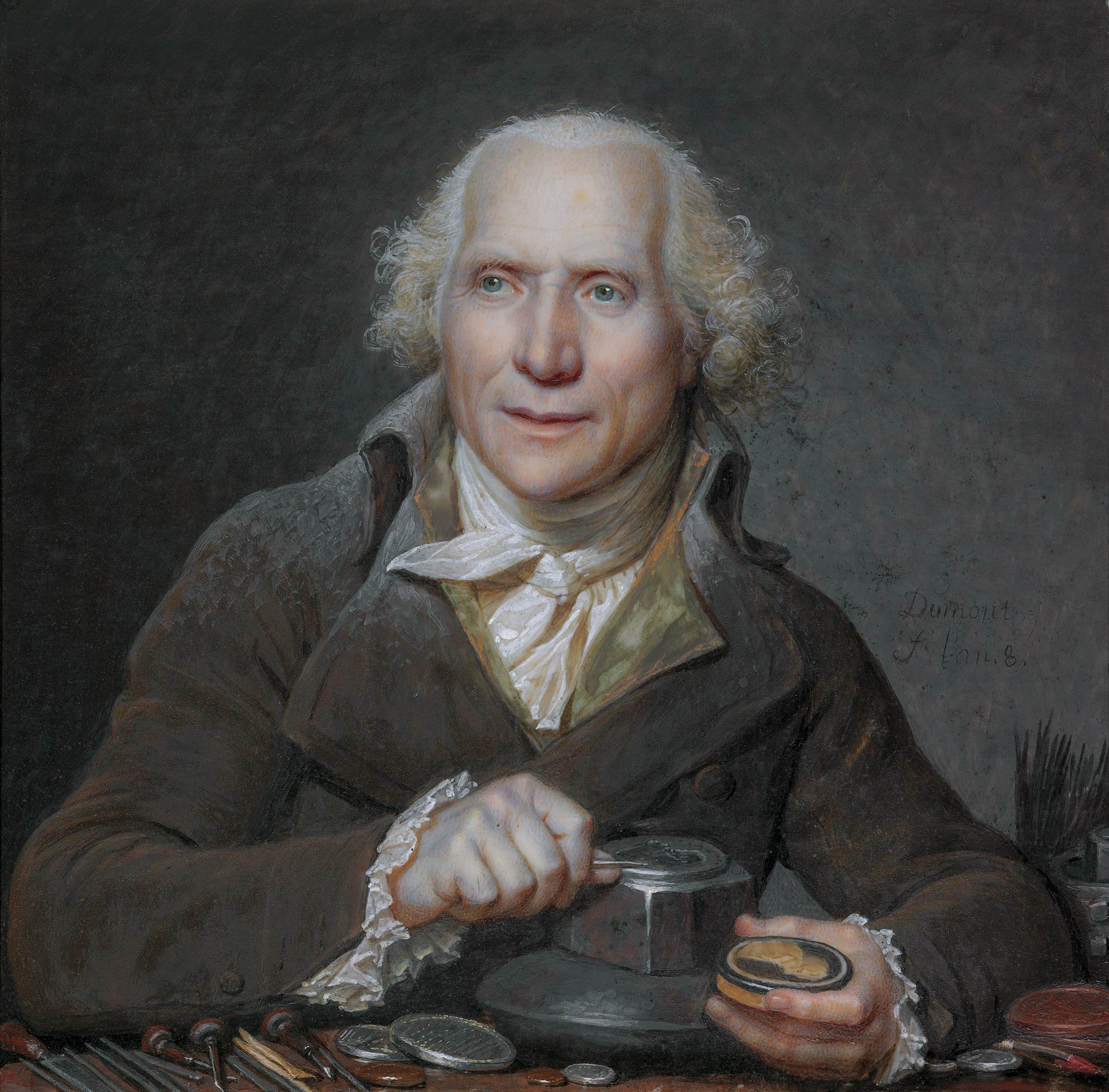
Pierre Simon Benjamin Duvivier, pittura su avorio, 1798
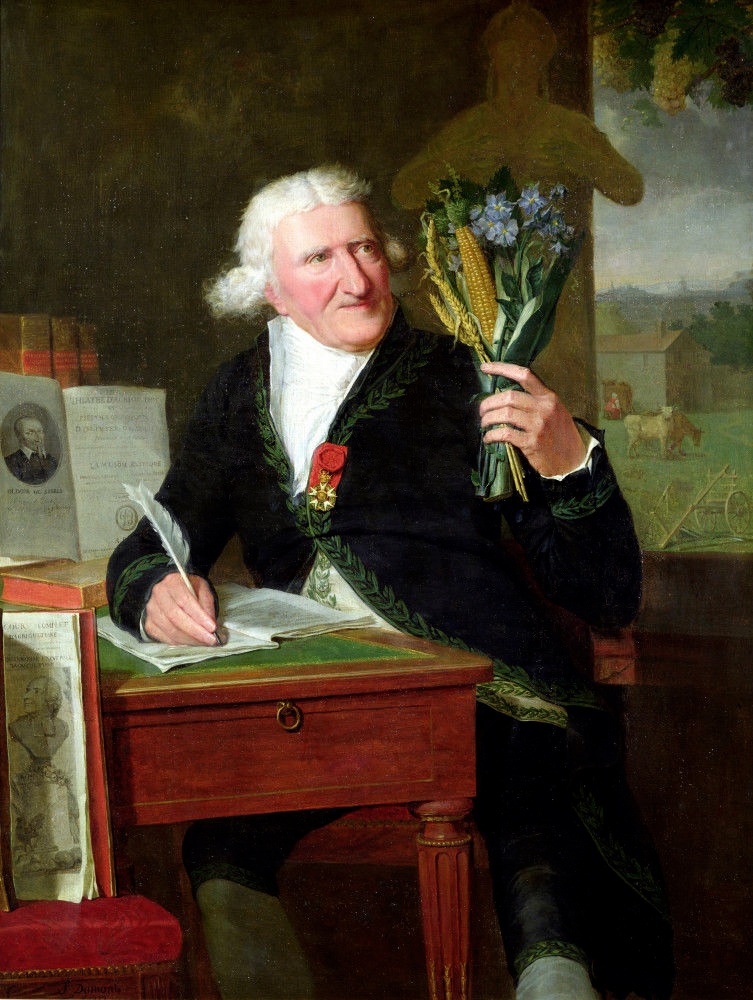
Antoine Parmentier, 1812, olio su tela
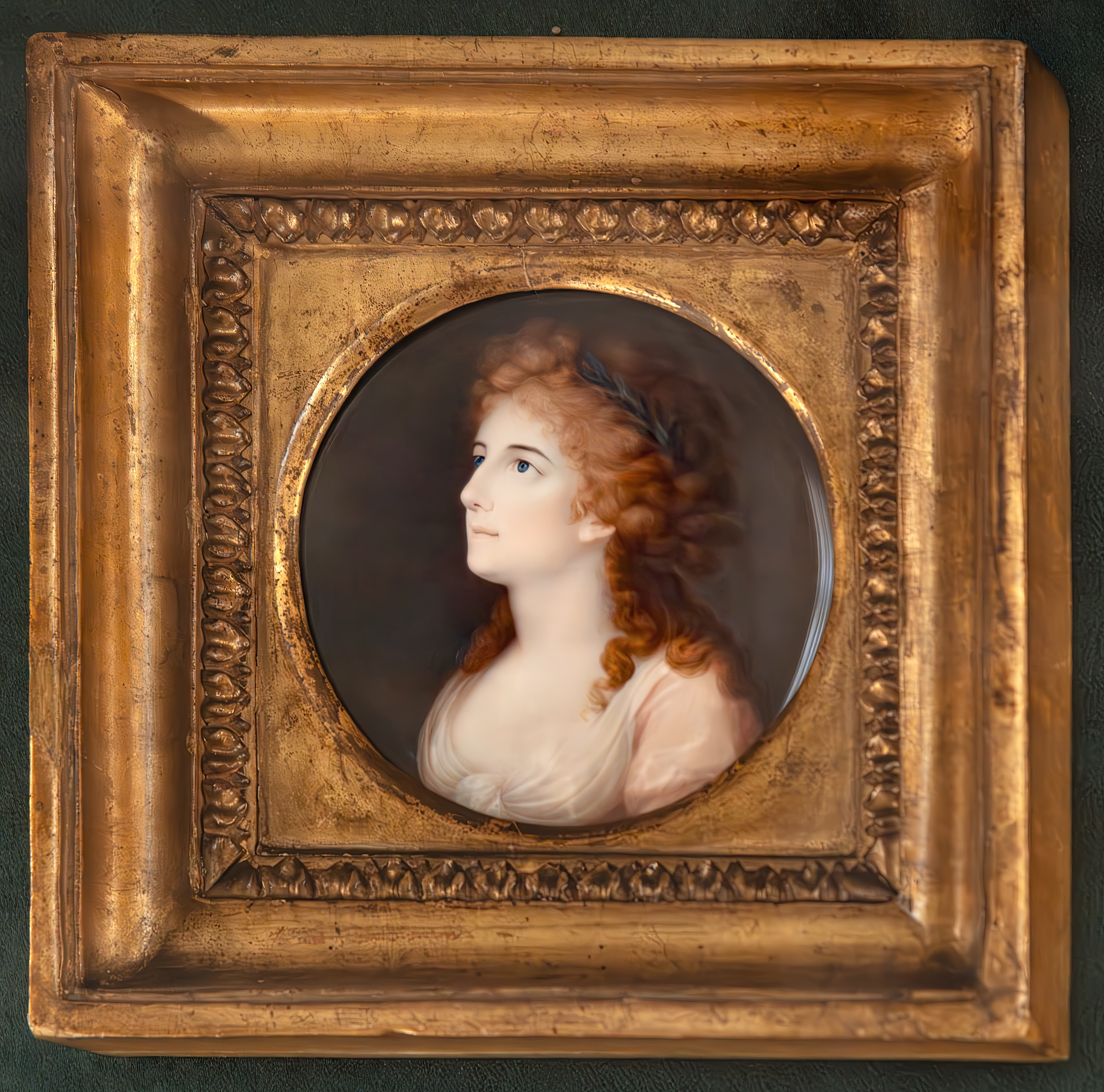
Carlotta Stuart, Venezia, Museo Correr